# راقصة آيزو (رواية)
راقصة آيزو (باليابانية:伊豆の踊子) مؤلفها ياسوناري كواباتا، ترجمها للعربية بسام حجار
عندما قام ياسوناري بعدة رحلات إلى شبه جزيرة آيزو ، استوحى منها روايته راقصة آيزو عام 1926 ، وهي رواية قصيرة لا تتجاوز المائة صفحة، تتابعت فيه الصور بتلقائية وانسيابية.

## أحداث الرواية
تدور أحداث رواية راقصة آيزو حول طالب ياباني شاب يسافر إلى شبه جزيرة إيزو بحثًا عن الراحة النفسية والهروب من شعور العزلة. خلال رحلته، يلتقي بفرقة من الفنانين الجوالين، وتلفت انتباهه راقصة شابة تنتمي إلى الفرقة، فتتطور بينهما علاقة عاطفية بريئة يغلب عليها التأمل والحنين. تتنقل الرواية بين مشاهد الرحلة والمناظر الطبيعية الخلابة، وتعكس من خلالها مشاعر الحب الأول، والانجذاب إلى الجمال الفني، والصراع الداخلي الذي يعيشه البطل في بحثه عن الذات والانتماء

## شخصيات الرواية
- الطالب الشاب: هو الراوي والبطل الرئيسي، يمثل نموذجًا للبراءة والبحث عن الذات، ويعكس مشاعر العزلة والانجذاب إلى الجمال الروحي والفني.
- الراقصة الشابة: فتاة تنتمي إلى فرقة فنية جوالة، تتميز بجمالها وهدوئها، وتُجسد البراءة والحنان، وتصبح محور اهتمام الطالب خلال رحلته.
- أفراد الفرقة الجوالة: يشملون الموسيقيين والمرافقين الذين يحيطون بالراقصة، ويضفون على الرواية طابعًا شعبيًا يعكس الحياة البسيطة والتنقل المستمر.
- شخصيات ثانوية: تظهر بشكل عابر خلال الرحلة، مثل أصحاب النزل والمسافرين، وتساهم في رسم الخلفية الاجتماعية والثقافية للبيئة اليابانية الريفية في تلك الفترة.

## اقتباسات من الرواية
اقتباسات تجسد الحساسية المرهفة التي يتميز بها كاواباتا، وتُظهر كيف يدمج المشاعر الداخلية مع الطبيعة والجمال في سردٍ بسيط لكنه عميق.
"أودعتُ روحي بكاملها في دموعي. بدا الأمر وكأن رأسي قد تحول إلى مياه صافية، تتساقط بعذوبة نقطة تلو الأخرى، عما قريب لن يبقى منها شيء."1
"كنت أجد في ابتسامتها تألّق الوردة المتفتّحة. وردة، بالفعل، لقد كانت تذكّرني بالوردة."
"سواء غرق المرء في القلق أو الجنون، أم واجه الأمور بصمت متأمل مكتوف اليدين، فإن النتيجة واحدة."

"في المآسي الكبيرة، أليس من الأفضل أن يكون واحدنا وردة صغيرة؟ ويحيا كوردة صغيرة حتى نهاية العالم؟"

## أسلوب الرواية
يتسم أسلوب رواية راقصة آيزو لياسوناري كاواباتا بالبساطة الشعرية والتأمل الوجداني، حيث يستخدم الكاتب لغة رقيقة ومكثفة تنقل المشاعر الداخلية من خلال صور طبيعية ومواقف يومية. يعتمد السرد على منظور الراوي الشاب، ويُبرز من خلاله مشاعر الحب الأول والانجذاب إلى الجمال الفني والإنساني، في إطار من الحنين والعزلة. كما يتميز الأسلوب بتوظيف الإيقاع الهادئ والوصف الحسي، مما يمنح النص طابعًا تأمليًا يعكس فلسفة كاواباتا في تصوير اللحظات العابرة والانفعالات الدقيقة